# Jammu (stad)
Jammu is de winterhoofdstad van het Indiase unieterritorium Jammu en Kasjmir. Na Srinagar (de zomerhoofdstad) is het de grootste stad van dit unieterritorium. Het is ook de hoofdplaats van het gelijknamige district Jammu en de gelijknamige historische regio Jammu. De stad ligt op 305 meter hoogte aan de rivier de Tawi.
De omgangstaal in Jammu is vooral Dogri. Er zijn meerdere hindoeïstische tempels in de stad. Jammu ligt minder dan 50 kilometer van de betwiste grens met Pakistan.
Vanwege het gunstige klimaat in de winter is Jammu van november tot april de hoofdstad van het unieterritorium Jammu en Kasjmir.

## Bezienswaardigheden
- Bahu Fort
- Mubarak Mandi Paleis
- Amar Mahal Paleis
- Raghunath Tempel

## Demografie
Volgens de Indiase volkstelling van 2001 wonen er 378.431 mensen in Jammu, waarvan 54% mannelijk en 46% vrouwelijk is. De plaats heeft een alfabetiseringsgraad van 79%.

## Galerij

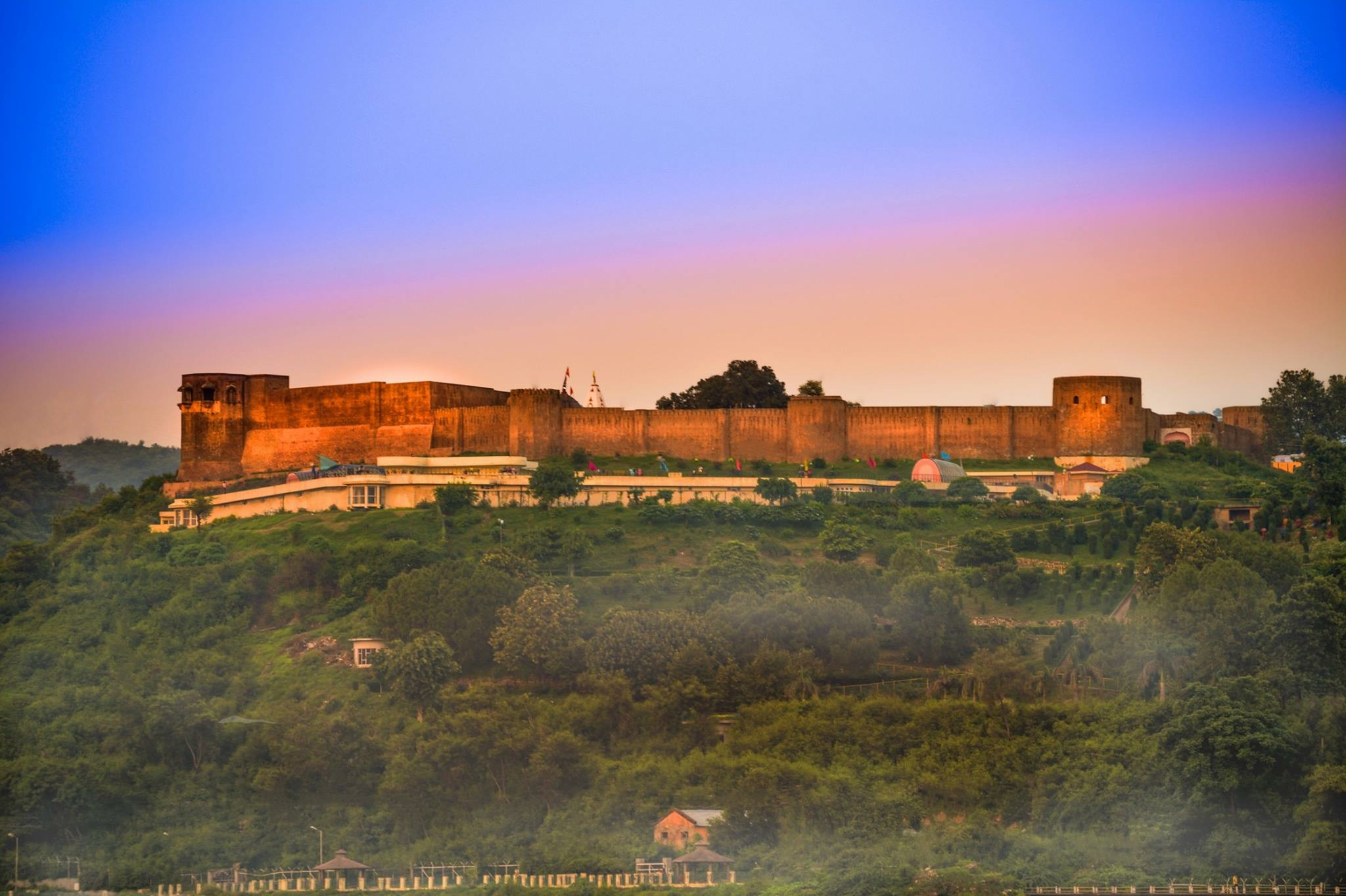
Bahu Fort
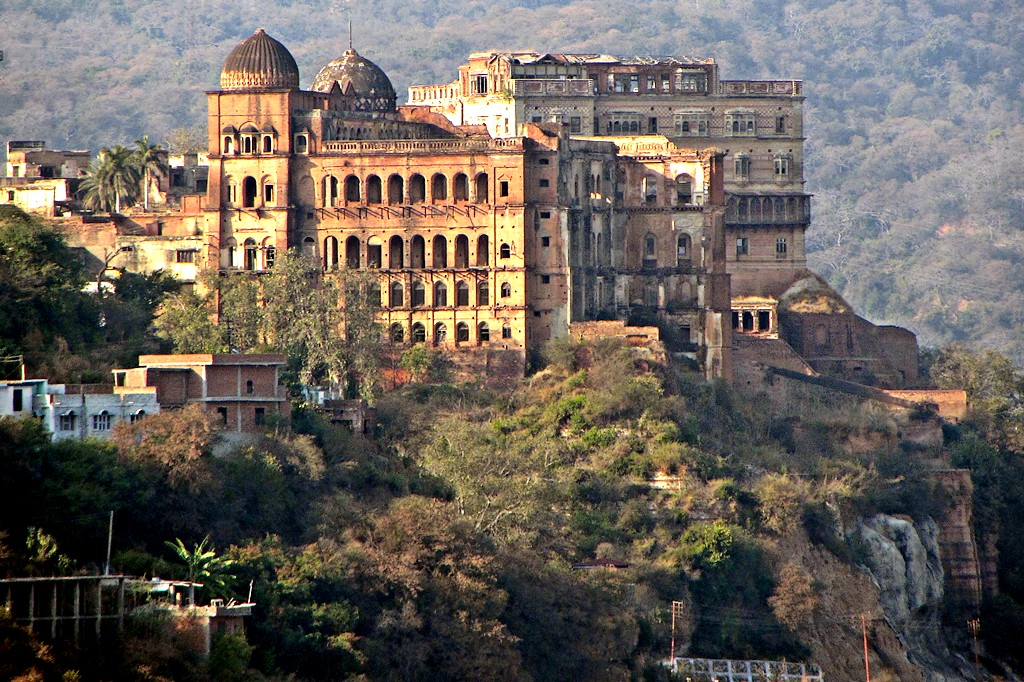
Mubarak Mandi Paleis

## Geboren
- Hari Singh (1895-1961), maharadja van Jammu en Kasjmir